# Начка
Начка — река в России, протекает в Кикнурском районе Кировской области. Устье реки находится в 5,8 км по правому берегу реки Ваштранга. Длина реки составляет 18 км, площадь водосборного бассейна 86,5 км².
Река берёт начало в лесу в 17 км к западу от Кикнура. Река течёт на восток, протекает село Кресты, где на реке плотина и запруда, и впадает в Ваштрангу тремя километрами западнее Кикнура. Крупнейший приток — Пиштанка (правый).

## Данные водного реестра
По данным государственного водного реестра России относится к Верхневолжскому бассейновому округу, водохозяйственный участок реки — Волга от Чебоксарского гидроузла до города Казань, без рек Свияга и Цивиль, речной подбассейн реки — Волга от впадения Оки до Куйбышевского водохранилища (без бассейна Суры). Речной бассейн реки — (Верхняя) Волга до Куйбышевского водохранилища (без бассейна Оки).
По данным геоинформационной системы водохозяйственного районирования территории РФ, подготовленной Федеральным агентством водных ресурсов:
- Код водного объекта в государственном водном реестре — 08010400712112100000589
- Код по гидрологической изученности (ГИ) — 112100058
- Код бассейна — 08.01.04.007
- Номер тома по ГИ — 12
- Выпуск по ГИ — 1